# Boomstammierspin
De boomstammierspin of vale mierspin (Micaria subopaca) is een spinnensoort in de taxonomische indeling van de bodemjachtspinnen (Gnaphosidae).
De spin jaagt 's nachts en verschuilt zich overdag onder boomschors, stenen en bladeren vooral bij naaldbomen. Het lijf van de spin is ovaalvormig, smal en puntig aan de achterzijde. Lengte is 2,5 - 3,3 mm. Lijkt op Micaria pulicaria.
Het dier komt uit het geslacht Micaria en werd in 1861 beschreven door Westring.